# Menispermaceae
Menispermaceae, biljna porodica iz reda žabnjakolike. Ime je dobila po rodu mjesečevo sjeme (Menispermum), kojemu pripadaju dvije vrste grmastih penjačica. U ukupno 73 roda, postoji preko 530 vrsta.

## Opis
Menispermaceae, ili porodica “mjesečevih sjemenki”, sadrži gotovo 75 rodova i 520 vrsta, od kojih su većina drvenaste penjačice u tropskim šumama, iako se neki rodovi protežu u umjerena područja Sjeverne Amerike i Japana. Menispermum canadense (“Canada moonseed”) i drugi članovi porodice imaju karakteristične sjemenke u obliku polumjeseca. Najvažniji proizvod iz Menispermaceae je kurare (tubokurarin klorid), koji se uglavnom dobiva iz vrste Chondrodendron tomentosum, biljke porijeklom iz Brazila i Perua. Lijek se koristi kao relaksant mišića tijekom operacije.

## Potporodice i rodovi
Menispermaceae Juss. (547 spp.)
1. Subfamilia Chasmantheroideae Luerss.
  1. Tribus Coscinieae Hook. f. & Thomson
    1. Coscinium Colebr. (2 spp.)
    2. Anamirta Colebr. (1 sp.)
    3. Arcangelisia Becc. (3 spp.)

  2. Tribus Burasaieae Endl.
    1. Calycocarpum Nutt. ex Spach (1 sp.)
    2. Parabaena Miers (6 spp.)
    3. Aspidocarya Hook. f. & Thomson (1 sp.)
    4. Disciphania Eichler (25 spp.)
    5. Tinomiscium Miers (2 spp.)
    6. Fibraurea Lour. (3 spp.)
    7. Borismene Barneby (1 sp.)
    8. Penianthus Miers (4 spp.)
    9. Sphenocentrum Pierre (1 sp.)
    10. Burasaia Thouars (4 spp.)
    11. Orthogynium Baill. (1 sp.)
    12. Dioscoreophyllum Engl. (2 spp.)
    13. Jateorhiza Miers (2 spp.)
    14. Tinospora Miers (38 spp.)
    15. Paratinospora Wei Wang (2 spp.)
    16. Kolobopetalum Engl. (4 spp.)
    17. Rhigiocarya Miers (3 spp.)
    18. Sarcolophium Troupin (1 sp.)
    19. Chasmanthera Hochst. (2 spp.)
    20. Leptoterantha Louis ex Troupin (1 sp.)
    21. Syntriandrium Engl. (1 sp.)
    22. Dialytheca Exell & Mendonça (1 sp.)
    23. Odontocarya Miers (38 spp.)
    24. Platytinospora (Engl.) Diels (1 sp.)
    25. Chlaenandra Miq. (1 sp.)
2. Subfamilia Menispermoideae Arn.
  1. Tribus Menispermeae DC.
    1. Menispermum L. (2 spp.)
    2. Sinomenium Diels (1 sp.)

  2. Tribus Anomospermeae Miers
    1. Diploclisia Miers (2 spp.)
    2. Sarcopetalum F. Muell. (1 sp.)
    3. Legnephora Miers (5 spp.)
    4. Parapachygone Forman (1 sp.)
    5. Hypserpa Miers (10 spp.)
    6. Pericampylus Miers (2 spp.)
    7. Anomospermum Miers (4 spp.)
    8. Caryomene Barneby & Krukoff (5 spp.)
    9. Elissarrhena Miers (2 spp.)
    10. Rupertiella Wei Wang & R. Ortiz (1 sp.)
    11. Orthomene Barneby & Krukoff (4 spp.)
    12. Elephantomene Barneby & Krukoff (1 sp.)
    13. Telitoxicum Moldenke (8 spp.)
    14. Abuta Aubl. (33 spp.)

  3. Tribus Limacieae Prantl
    1. Limacia Lour. (3 spp.)

  4. Tribus Tiliacoreae Miers
    1. Chondrodendron Ruiz & Pav. (3 spp.)
    2. Curarea Barneby & Krukoff (9 spp.)
    3. Ungulipetalum Moldenke (1 sp.)
    4. Sciadotenia Miers (19 spp.)
    5. Syrrheonema Miers (3 spp.)
    6. Carronia F. Muell. (4 spp.)
    7. Pycnarrhena Miers ex Hook. f. & Thomson (11 spp.)
    8. Beirnaertia Louis ex Troupin (1 sp.)
    9. Triclisia Benth. (20 spp.)
    10. Albertisia Becc. (22 spp.)
    11. Anisocycla Baill. (5 spp.)
    12. Tiliacora Colebr. (23 spp.)
    13. Macrococculus Becc. (1 sp.)
    14. Eleutharrhena Forman (1 sp.)
    15. Pleogyne Miers (1 sp.)
    16. Synclisia Benth. (2 spp.)

  5. Tribus Pachygoneae Miers
    1. Haematocarpus Miers (2 spp.)
    2. Hyperbaena Miers (23 spp.)
    3. Nephroia Lour. (3 spp.)
    4. Cocculus DC. (5 spp.)
    5. Pachygone Miers (12 spp.)

  6. Tribus Spirospermeae R. Ortiz & Wei Wang
    1. Rhaptonema Miers (7 spp.)
    2. Limaciopsis Engl. (1 sp.)
    3. Spirospermum Thouars (1 sp.)
    4. Strychnopsis Baill. (1 sp.)

  7. Tribus Cissampelideae Hook. f. & Thomson
    1. Stephania Lour. (71 spp.)
    2. Perichasma Miers (2 spp.)
    3. Antizoma Miers (3 spp.)
    4. Cissampelos L. (25 spp.)
    5. Cyclea Arn. ex Wight (28 spp.)